# Château Clos Haut-Peyraguey
Le Clos Haut-Peyraguey est un premier cru de sauternes, dont l'exploitation d'une superficie de 8 ha est située au centre de l'appellation, à 40 km au sud-est de Bordeaux, au plus haut point du plateau de la commune de Bommes, face au château d'Yquem. Lors de la classification de 1855, il faisait partie du Château Peyraguey dont il fut détaché en 1879.

## Histoire

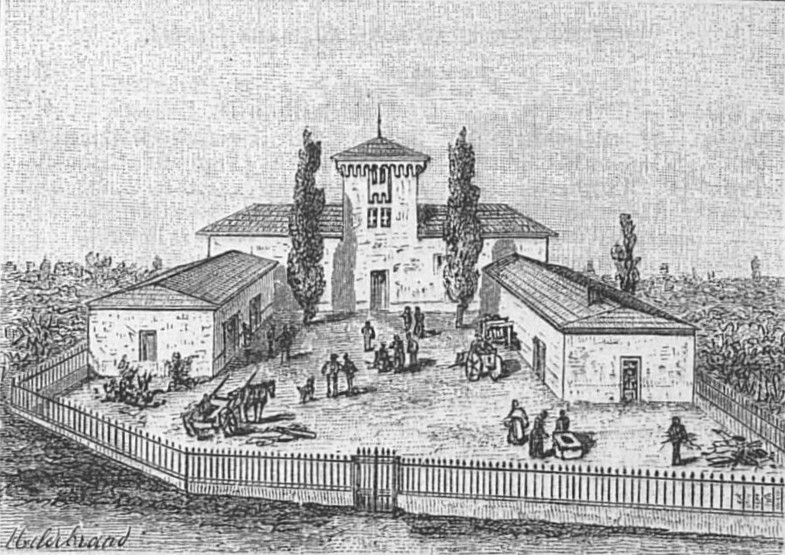
Illustration du Clos Haut Peyraguey en 1893.

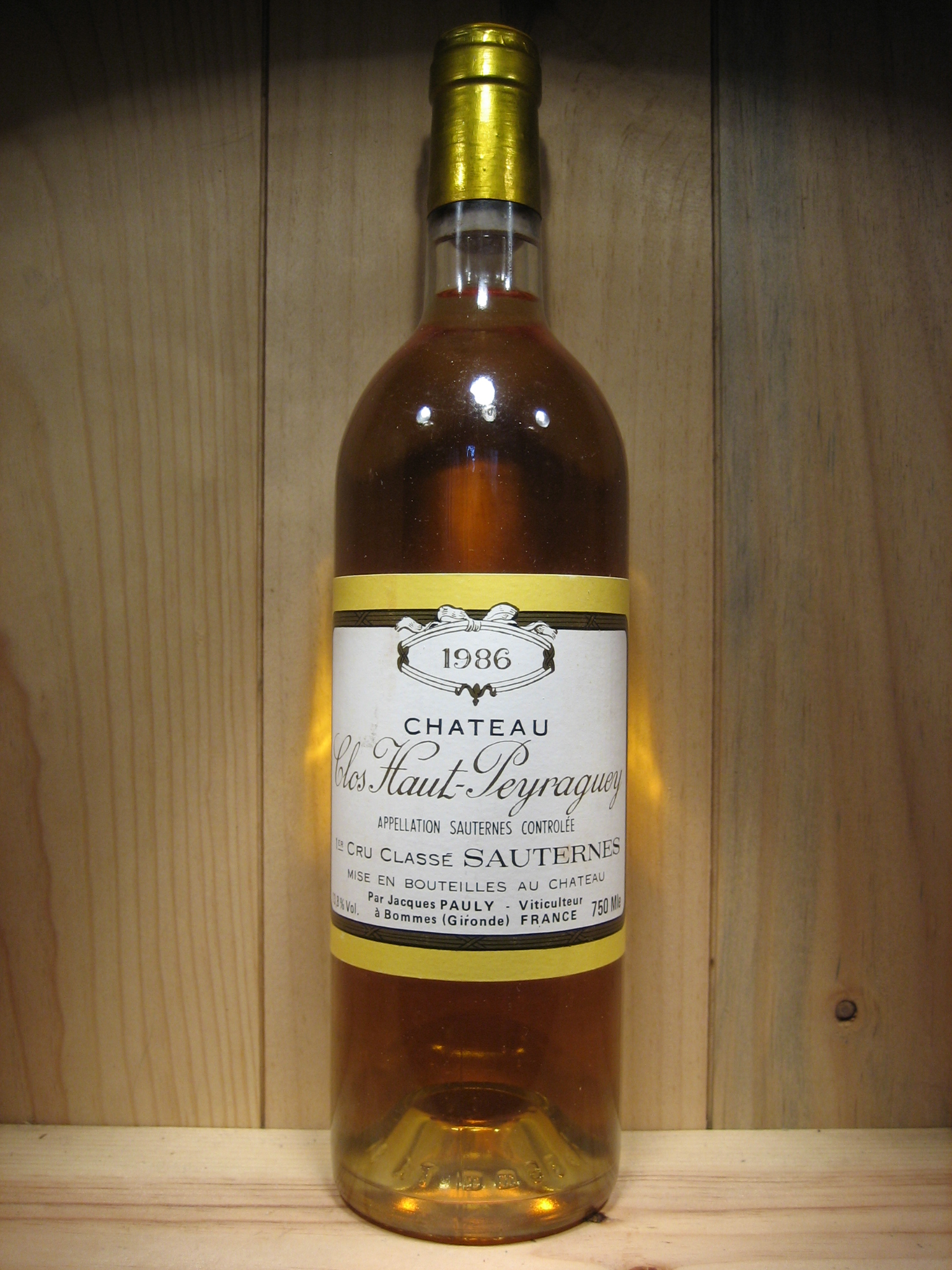
Bouteille du château Clos Haut Peyraguey dans le millésime 1986.

Longtemps, Château Lafaurie-Peyraguey et Clos Haut-Peyraguey n'en ont fait qu'un. Peyraguey - qui signifie précisément promontoire ou colline -  était une ancienne baronnie acquise au XVIIIe siècle par Monsieur de Pichard, président du Parlement de Bordeaux. Il est guillotiné à la Révolution et le cru est acheté par Monsieur Lafaurie qui lui donne sa renommée et son prestige: en 1858, le roi d'Espagne - Don Francisco - se porte acquéreur d'une barrique (un « Pichard Lafaurie ») au prix astronomique de 6000 francs-or. Au décès de Monsieur Lafaurie, sa veuve cède le château en 1864 à un écrivain appelé M. Saint Rieul-Dupouy. 
Puis, Peyraguey passa ensuite aux mains du comte Duchâtel, homme politique et ministre plénipotentiaire jusqu'à son décès en 1867, où sa veuve continua de diriger le domaine épaulée par son régisseur jusqu'en 1878.
Le 26 juin 1879, l'héritière ne souhaitant pas reprendre le domaine, il fut vendu aux enchères : la partie la plus élevée devint propriété d'un pharmacien parisien du nom de Grillon et fut baptisée Clos Haut-Peyraguey, la seconde partie appelée Château Lafaurie-Peyraguey. 
En 1914, la famille Pauly reprend les rênes du Clos Haut-Peyraguey, Eugène Garbay, déjà propriétaire du Château Haut-Bommes, et Fernand Ginestet se portèrent acquéreurs du domaine. Le premier fit don de ses parts à ses deux petits-fils Bernard et Pierre Pauly, tandis que quelques années plus tard, le deuxième cédait ses parts à la société familiale. La direction et l’exploitation du domaine sont assurées, à partir de 1969, par Jacques Pauly et son épouse Jacqueline puis en 2003, c'est Martine Langlais-Pauly, leur fille, qui reprend la tête de l'exploitation. Durant près d'un siècle, la famille Pauly entretient, travaille et fabrique leur vin avec force et attachement pour leur terroir.  
Fin 2012, Bernard Magrez, propriétaire de trois autres Grands Crus Classés sur le vignoble de Bordeaux, succède à la famille Pauly et se donne pour mission de faire de ce Grand Cru Classé une référence incontournable en matière de sauternes sur le plan international.